# Markus Schubert
Markus Schubert (Freiberg, 12 giugno 1998) è un calciatore tedesco, portiere del Paderborn.

## Carriera

### Club
Cresciuto nel settore giovanile della Dinamo Dresda, ha esordito in prima squadra il 28 novembre 2015 disputando l'incontro di 3. Liga pareggiato 0-0 contro il Preußen Münster.
Il 5 luglio 2019 è stato acquistato dallo Schalke 04, con cui ha firmato un contratto di quattro anni.

### Nazionale
Nel 2019 ha preso parte al Campionato europeo Under-19 con la Germania U-21 senza tuttavia disputare alcun incontro.

## Statistiche
Statistiche aggiornate al 27 maggio 2020.

### Presenze e reti nei club
| Stagione             | Squadra               | Campionato           | Campionato | Campionato | Coppe nazionali | Coppe nazionali | Coppe nazionali | Coppe continentali | Coppe continentali | Coppe continentali | Altre coppe | Altre coppe | Altre coppe | Totale | Totale | Totale |
| Stagione             | Squadra               | Comp                 | Pres       | Reti       | Comp            | Pres            | Reti            | Comp               | Pres               | Reti               | Comp        | Pres        | Reti        | Pres   | Reti   |        |
| -------------------- | --------------------- | -------------------- | ---------- | ---------- | --------------- | --------------- | --------------- | ------------------ | ------------------ | ------------------ | ----------- | ----------- | ----------- | ------ | ------ | ------ |
| 2015-2016            | Dinamo Dresda         | 3L                   | 1          | 0          | CG              | 0               | 0               |                    | -                  | -                  |             | -           | -           | 1      | 0      |        |
| 2016-2017            | Dinamo Dresda         | 2L                   | 0          | 0          | CG              | 0               | 0               |                    | -                  | -                  |             | -           | -           | 0      | 0      |        |
| 2017-2018            | Dinamo Dresda         | 2L                   | 9          | -15        | CG              | 1               | -2              |                    | -                  | -                  |             | -           | -           | 10     | -17    |        |
| 2018-2019            | Dinamo Dresda         | 2L                   | 31         | -43        | CG              | 1               | -3              |                    | -                  | -                  |             | -           | -           | 32     | -46    |        |
| Totale Dinamo Dresda | Totale Dinamo Dresda  | Totale Dinamo Dresda | 41         | -58        |                 | 2               | -5              |                    | -                  | -                  |             | -           | -           | 43     | -63    |        |
| 2019-2020            | Schalke 04            | BL                   | 9          | -18        | CG              | 1               | -1              |                    | -                  | -                  |             | -           | -           | 10     | -19    |        |
| 2020-2021            | Eintracht Francoforte | BL                   | 0          | 0          | CG              | 0               | 0               |                    | -                  | -                  |             | -           | -           | 0      | 0      |        |
| 2021-2022            | Vitesse               | E                    | 21         | -27        | CO              | 0               | 0               | UECL               | 8                  | -12                |             | -           | -           | 29     | -39    |        |
| 2022-2023            | Vitesse               | E                    | 0          | 0          | CO              | 0               | 0               |                    | -                  | -                  |             | -           | -           | 0      | 0      |        |
| Totale carriera      | Totale carriera       | Totale carriera      | 71         | -105       |                 | 3               | -6              |                    | 8                  | -12                |             | -           | -           | 82     | -121   |        |

## Palmarès

### Competizioni nazionali
- 3. Liga: 1

Dinamo Dresda: 2015-2016

### Competizioni internazionali
- Campionato d'Europa Under-21: 1

Ungheria/Slovenia 2021